# Station Sól
Station Sól is een spoorwegstation in de Poolse plaats Sól.